# Station Unterberg-Stefansbrücke
Unterberg-Stefansbrücke is een station in de Oostenrijkse deelstaat Tirol dat tegelijk met de Brennerspoorweg werd geopend op 24 augustus 1867.